# Gulögd vakteltrast
Gulögd vakteltrast (Cinclosoma ajax) är en fågel i familjen vakteltrastar inom ordningen tättingar.

## Utseende och läte
Vakteltrastar är knubbiga marklevande tättingar med trastlikt utseende. Fjäderdräkten hos denna art utmärks av brunt på stjärt, rygg och i ett hjässband, svart ögonmask, vit buk och rostfärgade kroppssidor. Hanen är svart på strupe och bröst, med en tydlig vit strimma i ansiktet, medan honan har vit strupe och ett tunt vitaktigt ögonbrynsstreck. Arten överlappar med liknande blå och brunryggig prakttrast, men gulögd vakteltrast saknar blått i fjäderdräkten. Sången består av tre fallande visslingar, två korta och en lång, följt av ett explosivt "whip!".

## Utbredning och systematik
Gulögd vakteltrast delas in i fyra underarter med följande utbredning:
- C. a. ajax – förekommer i låglandet i västra Nya Guinea (från Geelvink Bay till Triton Bay)
- C. a. muscale – förekommer i södra centrala New Guinea (övre Flyflodens dalgång)
- C. a. alare – förekommer i södra centrala New Guinea (Oriomo och nedre Flyflodens dalgång)
- C. a. goldiei – förekommer i låglandet i sydöstra Nya Guinea (Hall Sound Milne Bay)

Underarten muscale inkluderas ofta i alare.

## Levnadssätt
Guldögd vakteltrast hittas lokalt i förbergsskog och i låglänt galleriskog. Där ses den mest på marken.

## Status och hot
Arten har ett stort utbredningsområde, men tros minska i antal, dock inte tillräckligt kraftigt för att den ska betraktas som hotad. Internationella naturvårdsunionen IUCN listar arten som livskraftig (LC).